# Балиновка

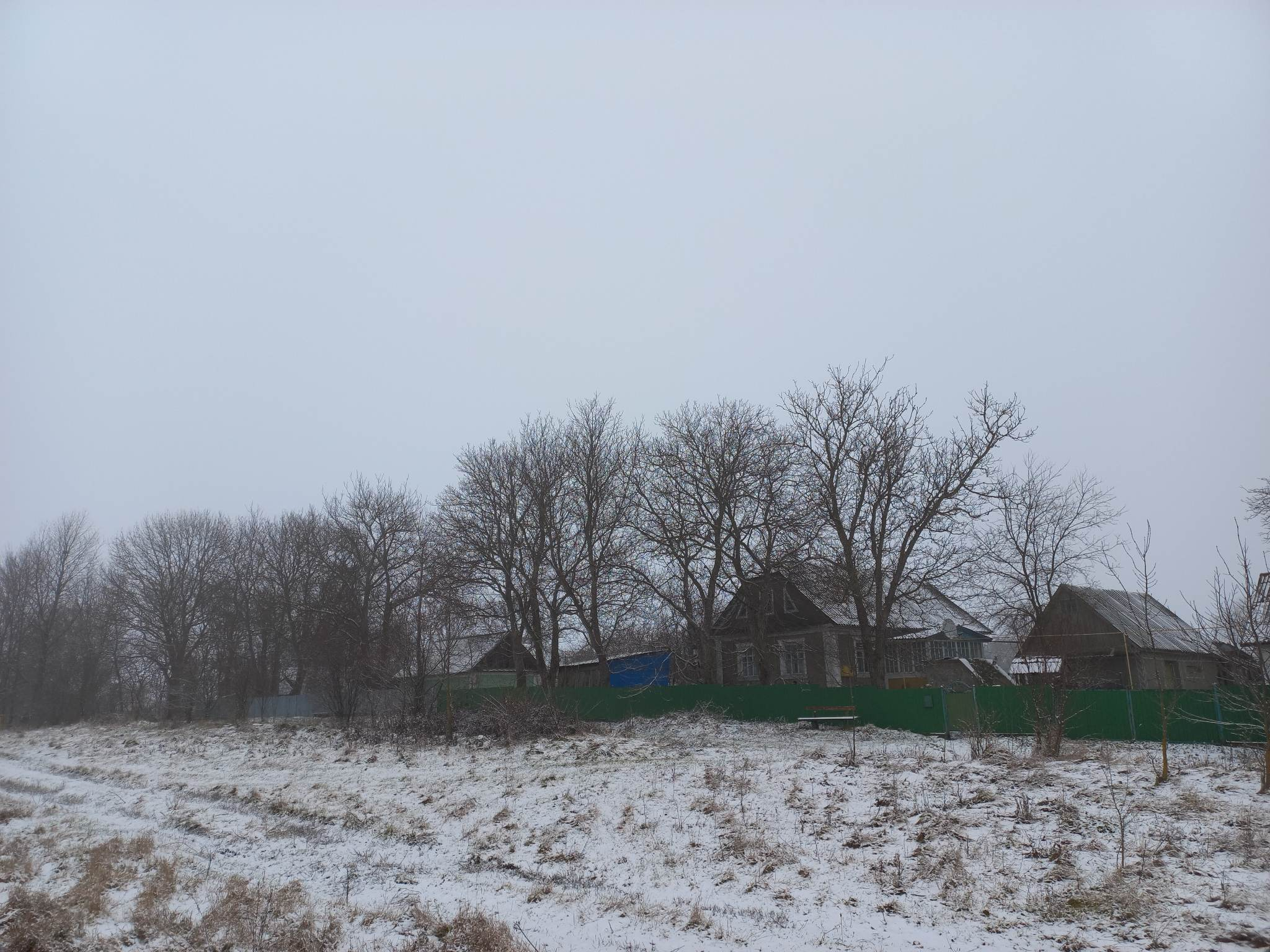
Дома Балиновка

Бали́новка (укр. Балинівка), до 2016 года — Петро́вское (укр. Петрівське) — село в Дунаевецком районе Хмельницкой области Украины.
Население по переписи 2001 года составляло 596 человек. Почтовый индекс — 32474. Телефонный код — 3858. Занимает площадь 0,587 км². Код КОАТУУ — 6821880302.

## Местный совет
32440, Хмельницкая обл., Дунаевецкий р-н, с. Балин, ул. Учительская, 16